# Club Deportes Iquique
Il Club Deportes Iquique è una società calcistica cilena con sede a Iquique.

## Storia
Fondato il 21 maggio 1978 il club milita nella Primera División (Cile).
Nel 2010 il club ha cambiato nome passando dalla vecchia denominazione, Municipal Iquique, all'attuale Club Deportes Iquique.

## Palmarès

### Competizioni nazionali
- Copa Chile: 3

1980, 2010, 2013-2014
- Primera B: 3

1979, 1997 (Clausura), 2010

### Altri piazzamenti
- Campionato cileno:

Secondo posto: Apertura 2016
Terzo posto: 2024
- Copa Chile:

Finalista: 2009
Semifinalista: 1988
- Supercopa de Chile:

Finalista: 2014
- Primera B:

Secondo posto: 1992, 2008, 2023

## Organico

### Rosa 2024
| N. |                      | Ruolo | Calciatore       |
| -- | -------------------- | ----- | ---------------- |
| 1  | Cile (bandiera)      | P     | Rodrigo Naranjo  |
| 2  | Cile (bandiera)      | C     | Braulio Leal     |
| 3  | Cile (bandiera)      | D     | Matías Blásquez  |
| 5  | Cile (bandiera)      | C     | Abel Hidalgo     |
| 7  | Venezuela (bandiera) | A     | Edwuin Pernía    |
| 8  | Cile (bandiera)      | D     | Mauricio Zenteno |
| 9  | Cile (bandiera)      | A     | Matías Donoso    |
| 10 | Argentina (bandiera) | C     | Rodrigo Castro   |
| 11 | Cile (bandiera)      | A     | Álvaro Ramos     |
| 12 | Cile (bandiera)      | P     | Julio Bórquez    |
| 13 | Cile (bandiera)      | C     | Wilson Piñones   |
| 14 | Cile (bandiera)      | D     | Manuel Bravo     |
| 15 | Argentina (bandiera) | D     | Andrés Imperiale |
| 16 | Cile (bandiera)      | D     | Héctor Berríos   |

| N. |                      | Ruolo | Calciatore              |
| -- | -------------------- | ----- | ----------------------- |
| 17 | Cile (bandiera)      | D     | Alan Moreno             |
| 18 | Cile (bandiera)      | A     | Hans Salinas (capitano) |
| 19 | Cile (bandiera)      | A     | Óscar Salinas           |
| 20 | Venezuela (bandiera) | C     | Jacobo Kouffati         |
| 21 | Cile (bandiera)      | C     | Diego Fernández         |
| 22 | Cile (bandiera)      | P     | Maximiliano Mori        |
| 23 | Cile (bandiera)      | C     | Pablo Corral            |
| 24 | Cile (bandiera)      | A     | César Huanca            |
| 25 | Cile (bandiera)      | P     | Sebastián Pérez         |
| 26 | Cile (bandiera)      | C     | Camilo Gaínza           |
| 27 | Cile (bandiera)      | A     | Michael Fuentes         |
| 28 | Cile (bandiera)      | C     | Kevin Mellado           |
| 30 | Cile (bandiera)      | C     | Juan Pablo Miño         |
| 31 | Argentina (bandiera) | A     | Mariano Barbieri        |

### Rosa 2018
| N. |                      | Ruolo | Calciatore       |
| -- | -------------------- | ----- | ---------------- |
|    | Cile (bandiera)      | P     | Rodrigo Naranjo  |
|    | Cile (bandiera)      | C     | Braulio Leal     |
|    | Cile (bandiera)      | D     | Matías Blásquez  |
|    | Cile (bandiera)      | C     | Abel Hidalgo     |
|    | Venezuela (bandiera) | A     | Edwuin Pernía    |
|    | Cile (bandiera)      | D     | Mauricio Zenteno |
|    | Cile (bandiera)      | A     | Matías Donoso    |
|    | Argentina (bandiera) | C     | Rodrigo Castro   |
|    | Cile (bandiera)      | A     | Hans Salinas     |
|    | Cile (bandiera)      | P     | Julio Bórquez    |
|    | Cile (bandiera)      | C     | Wilson Piñones   |
|    | Cile (bandiera)      | D     | Manuel Bravo     |
|    | Argentina (bandiera) | D     | Andrés Imperiale |
|    | Cile (bandiera)      | D     | Héctor Berríos   |

| N. |                      | Ruolo | Calciatore       |
| -- | -------------------- | ----- | ---------------- |
|    | Cile (bandiera)      | D     | Alan Moreno      |
|    | Cile (bandiera)      | A     | Misael Cubillos  |
|    | Cile (bandiera)      | A     | Óscar Salinas    |
|    | Venezuela (bandiera) | C     | Jacobo Kouffati  |
|    | Cile (bandiera)      | C     | Diego Fernández  |
|    | Cile (bandiera)      | P     | Maximiliano Mori |
|    | Cile (bandiera)      | C     | Pablo Corral     |
|    | Cile (bandiera)      | A     | César Huanca     |
|    | Cile (bandiera)      | P     | Sebastián Pérez  |
|    | Cile (bandiera)      | C     | Camilo Gaínza    |
|    | Cile (bandiera)      | A     | Michael Fuentes  |
|    | Cile (bandiera)      | C     | Kevin Mellado    |
|    | Cile (bandiera)      | C     | Juan Pablo Miño  |
|    | Argentina (bandiera) | A     | Mariano Barbieri |

### Rosa 2017
| N. |                      | Ruolo | Calciatore          |
| -- | -------------------- | ----- | ------------------- |
|    | Cile (bandiera)      | P     | Rodrigo Naranjo     |
|    | Cile (bandiera)      | D     | Humberto Bustamante |
|    | Cile (bandiera)      | D     | Matías Figueroa     |
|    | Cile (bandiera)      | C     | José Cepeda         |
|    | Cile (bandiera)      | C     | Rafael Caroca       |
|    | Cile (bandiera)      | C     | Mathías Riquero     |
|    | Cile (bandiera)      | C     | Jonathan Rebolledo  |
|    | Cile (bandiera)      | D     | Mauricio Zenteno    |
|    | Cile (bandiera)      | A     | César Huanca        |
|    | Cile (bandiera)      | A     | Manuel Villalobos   |
|    | Cile (bandiera)      | C     | Álvaro Ramos        |
|    | Cile (bandiera)      | P     | Brayan Cortés       |
|    | Argentina (bandiera) | D     | Tomás Charles       |
|    | Cile (bandiera)      | C     | Misael Dávila       |
|    | Cile (bandiera)      | C     | Felipe Reynero      |
|    | Cile (bandiera)      | D     | Enzo Guerrero       |

| N. |                      | Ruolo | Calciatore         |
| -- | -------------------- | ----- | ------------------ |
|    | Cile (bandiera)      | D     | Alan Moreno        |
|    | Cile (bandiera)      | A     | Misael Cubillos    |
|    | Argentina (bandiera) | A     | Diego Bielkiewicz  |
|    | Argentina (bandiera) | D     | Gonzalo Bustamante |
|    | Cile (bandiera)      | C     | Nicolás Peñailillo |
|    | Argentina (bandiera) | C     | Diego Torres       |
|    | Cile (bandiera)      | P     | Luis Sotomayor     |
|    | Cile (bandiera)      | C     | Diego Fernández    |
|    | Cile (bandiera)      | P     | Maximiliano Mori   |
|    | Argentina (bandiera) | D     | Hernán Lopes       |
|    | Cile (bandiera)      | C     | Eduardo Farías     |
|    | Cile (bandiera)      | A     | Iván Ocampo        |
|    | Cile (bandiera)      | C     | Matías Caroca      |
|    | Cile (bandiera)      | D     | Francisco Braz     |
|    | Cile (bandiera)      | A     | Kevin Mellado      |

### Rosa 2013
| N. |                      | Ruolo | Calciatore         |
| -- | -------------------- | ----- | ------------------ |
| 1  | Cile (bandiera)      | P     | Rodrigo Naranjo    |
| 2  | Cile (bandiera)      | D     | Jorge Moraga       |
| 3  | Cile (bandiera)      | D     | Rubén Taucare      |
| 4  | Cile (bandiera)      | D     | Nicolás Ortíz      |
| 5  | Cile (bandiera)      | C     | Rodrigo Gaete      |
| 6  | Cile (bandiera)      | C     | Alvaro Delgado     |
| 7  | Cile (bandiera)      | A     | Leonardo Monje     |
| 8  | Argentina (bandiera) | C     | Rodrigo Díaz       |
| 9  | Argentina (bandiera) | A     | Sebastián Ereros   |
| 10 | Argentina (bandiera) | D     | Cristian Grabinski |
| 11 | Cile (bandiera)      | C     | Misael Dávila      |

| N. |                 | Ruolo | Calciatore         |
| -- | --------------- | ----- | ------------------ |
| 12 | Cile (bandiera) | P     | Emanuel Vargas     |
| 13 | Cile (bandiera) | D     | Rodrigo Brito      |
| 14 | Cile (bandiera) | C     | Edson Puch         |
| 16 | Cile (bandiera) | A     | Jonathan Rebolledo |
| 17 | Cile (bandiera) | C     | Bryan Cubillos     |
| 18 | Cile (bandiera) | C     | Fernando Manríquez |
| 19 | Cile (bandiera) | A     | Abraham Vargas     |
| 20 | Cile (bandiera) | D     | Elías Valenzuela   |
|    | Cile (bandiera) | D     | Álvaro Ormeño      |